# Rein de Waal
Reindert Berend Jan "Rein" de Waal, född 24 november 1904 i Amsterdam, död 31 maj 1985 i Amsterdam, var en nederländsk landhockeyspelare.
Han blev olympisk silvermedaljör i landhockey vid sommarspelen 1928 i Amsterdam.